# Noble (Illinois)
Noble es una villa ubicada en el condado de Richland en el estado estadounidense de Illinois. En el Censo de 2019 tenía una población de 641 habitantes y una densidad poblacional de 254,02 personas por km².

## Geografía
Noble se encuentra ubicada en las coordenadas 38°41′52″N 88°13′20″O / 38.69778, -88.22222. Según la Oficina del Censo de los Estados Unidos, Noble tiene una superficie total de 2.67 km², de la cual 2.65 km² corresponden a tierra firme y (0.49%) 0.01 km² es agua.

## Demografía
Según el censo de 2010, había 677 personas residiendo en Noble. La densidad de población era de 254,02 hab./km². De los 677 habitantes, Noble estaba compuesto por el 97.49% blancos, el 0.44% eran afroamericanos, el 0% eran amerindios, el 0.3% eran asiáticos, el 0% eran isleños del Pacífico, el 0.15% eran de otras razas y el 1.62% pertenecían a dos o más razas. Del total de la población el 0.89% eran hispanos o latinos de cualquier raza.